# Stepaniwka (osiedle typu miejskiego)
Stepaniwka (ukr. Степанівка) – osiedle typu miejskiego na Ukrainie, w obwodzie sumskim, w rejonie sumskim, siedziba hromady. W 2001 liczyło 5150 mieszkańców, spośród których 4745 wskazało jako ojczysty język ukraiński, 230 rosyjski, 26 białoruski, 5 ormiański, 1 romski, 7 inny, a 136 osób się nie zadeklarowało.

## Urodzeni
- Aleksandr Szaparenko